# Leptolalax fuliginosus
Leptolalax fuliginosus es una especie de anfibio anuro de la familia Megophryidae.

## Distribución geográfica
Esta especie es endémica de la provincia de Prachuap Khiri Khan en el suroeste de Tailandia.

## Etimología
El nombre específico fuliginosus proviene del latín fuliginosus, que significa polvoriento en referencia al color ventral de esta especie en comparación con Leptolalax pelodytoides.

## Publicación original
- Matsui, 2006 : Three New Species of Leptolalax from Thailand (Amphibia, Anura, Megophryidae). Zoological Science, vol. 23, n.º 9, p. 821-830[6]